# ريتشارد هاريس
ريتشارد هاريس (بالإنجليزية: Richard Harris) (من 1 أكتوبر 1930 في مونستر، جمهورية أيرلندا - إلى 25 أكتوبر 2002 في لندن، المملكة المتحدة) كان ممثلاً ومغني أيرلندي. ظهر على المسرح وفي العديد من الأفلام، أخذ دور فرانك ماكن في ذيس سبورتنغ لايف، وترشح عنه لجائزة الأوسكار لأفضل ممثل، والملك آرثر في فيلم كاميلوت عام 1967، بالإضافة إلى إحياء المسرح الموسيقي عام 1981.
أدى دور أرستقراطي قُبض عليه من قبل الهنود الأمريكيين في فيلم مان كولد هاوس عام 1970، ومقاتل في الفيلم الغربي آن فور غيفن (غير مغفور) عام 1992 لكلينت إيستوود، والإمبراطور ماركوس أوريليوس في غلاديايتر عام 2000، وألباس دمبلدور في أول فيلمين لهاري بوتر: هاري بوتر آند ذا فيلسوفرز ستون (هاري بوتر وحجر الفلاسفة)عام 2001، وهاري بوتر آند ذا تشامبر أوف سيكرتس (هاري بوتر وحجرة الأسرار)عام 2002، وكان هذا الفيلم آخر أدواره. حل محله مايكل غامبون لبقية السلسلة. حققت أغنية ماك آرثر بارك عام 1968 لكاتب الأغاني جيمي ويب والتي سجلها هاريس المرتبة الأولى في أستراليا وكندا، وكانت من بين أفضل عشر أغاني في المملكة المتحدة، وأيرلندا، والولايات المتحدة.

## الحياة المهنية

### الأدوار المساعدة المبكرة
ظهر هاريس للمرة الأولى في فيلم ألايف أند كيكنغ عام 1959، ولعب دورًا رئيسيًا في فيلم ذا جينجر مان عام 1959 في منطقة وست إند. صُوِر فيلمه الثاني في أيرلندا، وكان له دور صغير كمتطوع في الجيش الجمهوري الأيرلندي في شِك هاندس ويذ ديفل عام 1959، كمساعد لجيمس كانغي. أخرجه مايكل أندرسون الذي عرض على هاريس دورًا في فيلمه التالي ذا ريك أوف ذا ماري ديري عام 1958 الذي جرى تصويره في هوليوود.
لعب هاريس دورًا آخر كمتطوع في الجيش الجمهوري الأيرلندي في فيلم تربل بيوتي عام 1960، إلى جانب روبرت ميتشوم. كان له دور صغير لا يُنسى في فيلم ذا غانز أوف نافارون (أسلحة نافارون)عام 1961، كطيار في سلاح الجو الملكي الأسترالي الذي يُبلغ بأن نسف مطلقي النار في جزيرة نافارون أمر مستحيل عن طريق غارة جوية. كان له دور أكبر في فيلم ذا لونغ آند ذا شورت آند ذا تول عام 1961، إذ أدى دور جندي بريطاني، اشتبك هاريس مع لورنس هارفي أثناء التصوير.
بسبب دوره في فيلم ميوتني أون ذا باونتي عام 1962، وعلى الرغم من كونه غير معروف فعليًا لجماهير السينما، أفيد أن هاريس أصر على إصدار فاتورة الثالثة، خلف تريفور هوارد ومارلون براندو، الممثل الذي أُعجب به بشدة، ولكن هاريس سقط مع براندو بسبب سلوك الأخير خلال إنتاج الفيلم.

### ذيس سبورتنغ لايف
كان دور البطولة الأول لهاريس في فيلم ذيس سبورتنغ لايف عام 1963، بصفته عامل منجم شاب عنيف يدعى فرانك ماكن، الذي يصبح لاعب كرة قدم مشهور في دوري الرغبي. استند الفيلم على رواية لديفيد ستوري وإخراج ليندساي أندرسون. فاز هاريس عن هذا الدور بجائزة أفضل ممثل في عام 1963 في مهرجان كان السينمائي وترشح لجائزة الأوسكار.
تابع هاريس بدور رئيسي في الفيلم الإيطالي ريد ديزيرت عام 1964 لمايكل أنجلو أنطونيوني.
تلقى هاريس عرضًا ليكون ممثلًا مساعدًا لكيرك دوغلاس في فيلم الحرب البريطاني ذا هيروز أوف تيليمارك عام 1965، من إخراج أنتوني مان، وأدى فيه دور زعيم مقاومة نرويجية. ثم ذهب إلى هوليوود بصفته ممثلًا مساعد شارلتون هيستون في فيلم ميجور دندي عام 1965 لسام بيكنباه، كمهاجر أيرلندي يصبح فارس الكونفدرالية خلال الحرب الأهلية الأمريكية.
أدى دور قابيل في فيلم ذا بايبل: إن ذا بيغنيغ... عام 1996 لجون هيوستن. كان أكثر نجاحًا في شباك التذاكر في هاواي عام 1966، إذ لعب هاريس دور البطولة إلى جانب جولي أندروز وماكس فون سيدو. كتغيير في الوتيرة، أدى دورًا رئيسيًا رومانسيًا في الفيلم الكوميدي الجاسوسي الساخر كابريس عام 1967، مع دوريس داي، ومن إخراج فرانك تاشلين.

## أدواره في السينما الأمريكية
- سلسلة أفلام هاري بوتر:
  - هاري بوتر وحجر الفيلسوف - ألباس دمبلدور.
  - هاري بوتر وحجرة الأسرار - ألباس دمبلدور.
    - بعد وفاته، تم استبداله بمايكل جامبون.
- إبراهيم 1994.

## وصلات خارجية
- ريتشارد هاريس على موقع IMDb (الإنجليزية)
- ريتشارد هاريس على موقع الموسوعة البريطانية (الإنجليزية)
- ريتشارد هاريس على موقع روتن توميتوز (الإنجليزية)
- ريتشارد هاريس على موقع مونزينجر (الألمانية)
- ريتشارد هاريس على موقع ألو سيني (الفرنسية)
- ريتشارد هاريس على موقع ميوزك برينز (الإنجليزية)
- ريتشارد هاريس على موقع تيرنر كلاسيك موفيز (الإنجليزية)
- ريتشارد هاريس على موقع أول موفي (الإنجليزية)
- ريتشارد هاريس على موقع قاعدة بيانات برودواي على الإنترنت (الإنجليزية)
- ريتشارد هاريس على موقع قاعدة بيانات الأفلام السويدية (السويدية)